# Bajkalsäl
Bajkalsälen (Pusa sibirica) är en sälart i familjen öronlösa sälar. Den lever i Bajkalsjön och är den enda sälarten (förutom några underarter) som uteslutande förekommer i sötvatten.

## Utseende
Bajkalsälen är 110 till 140 centimeter lång och väger 50 till 100 kilogram, eller enligt andra källor upp till 130 kilogram. Färgen är mörkt silvergrå på ovansidan och ljusare grått på undersidan med inslag av gult. Ibland finns obetydliga fläckar. Vuxna exemplar av hankön är lite större och tyngre än honor. Arten simmar med hjälp av sina kraftiga bakre extremiteter och använder bröstfenorna för att styra. Under pälsen har bajkalsälen ett tjockt fettskikt som skyddar mot kylan, som förbättrar kroppens flytkraft, som skyddar de inre organen och som är en energiresurs. Huvudet kännetecknas av stora ögon för en bättre orientering i det djupa vattnet samt av näsborrar och öronöppningar som kan stängas.
Nyfödda ungar är cirka 70 cm långa och de väger 3 till 3,5 kg. Liksom hos flera andra öronlösa sälar har ungar vid födelsen en nästan vit eller ljusgrå päls (lanugo).

## Levnadssätt
Förutom att den vistas i Bajkalsjön vandrar sälen ibland upp i angränsande floder, men den stannar inte länge där. På vintern gör den hål i sjöns istäcke för att andas. Till detta använder sälen sina tänder, sin hjässa och sina klor. I slutet av vintern gräver de dräktiga honorna ett bo i snötäcken på sjön och föder ungefär i februari en unge. Vid ungefär 4 procent av födslarna föds tvillingar vilket är en betydligt större andel än hos andra familjemedlemmar.
På sommaren föredrar bajkalsälar sjöns sydligare del. De lever mest ensamma, men på vintern kan det hända att några sälar delar ett hål i isen. Födan hos vuxna exemplar består uteslutande av fiskar. Ungar äter även märlkräftor. För att få tag i födan dyker sälen ofta till ett djup av 10 till 50 meter och den är så 2 till 4 minuter under vattenytan. Främst under skymningen och gryningen dyker arten längre till ett djup av cirka 150 meter. Det största djupet som bajkalsälen når är 245 meter.
Individerna uppsöker under oktober sjöns vikar där de första isflaken bildas. Pälsbytet sker efter vintern senare i maj eller juni kort innan isen försvinner helt.
Bajkalsälen parar sig främst i maj och en hane parar sig antagligen med flera honor under en säsong. Det förekommer en fördröjd implantation av det befruktade ägget och den egentliga dräktigheten varar i ungefär nio månader. Ungen eller ungarna diar sin mor i cirka 2,5 månader. Könsmognaden infaller för honor efter sex år och för hanar efter sju år. De äldsta exemplaren som kan fortplanta sig är 43 till 45 år gamla. Enstaka individer levde 56 år.
Några individer faller offer för brunbjörnar. Annars är människan bajkalsälens största fiende.

## Övrigt
I början av 1900-talet var denna sälart på grund av jakt nästan utdöd. Efter att skyddsåtgärder vidtogs ökade beståndet fram till tidiga 1990-talet till cirka 100 000 individer år 1994. Allmänt varierar hela population under 2000-talet mellan 82 500 och 115 000 individer, inklusive ungar. Troliga orsaker är fortsatt jakt samt giftiga ämnen i sjön och olika sjukdomar.
Till exemplar drabbades arten åren 1987 och 1988 av ett virus (phocine distemper virus) som är nära släkt med viruset som orsakar valpsjuka hos hundar. På grund av sjukdomen dog cirka 6 500 exemplar.
Efter en av många zoologer godkänd teori är bajkalsälar nära släkt med vikare. Denna teori bekräftades genom undersökningar av arternas mitokondriellt DNA. Men hur de kommit från havet till denna avsides liggande sjö är tills vidare oklart.